# Henry Noëll
 (décembre 2019).
Pour les articles homonymes, voir Noell.
Henry Noëll, né le 30 septembre 1883 à Lodève et mort le 5 mars 1980 à Perpignan, est un homme de lettres et historien français.

## Biographie
Henry Jean Noëll est le fils de Jean Baptiste Michel Éloi Noëll, lieutenant-colonel du 83e régiment d'infanterie, et de Joséphine Monniot de Golberg. Il épouse Suzanne Thibault-Sauvy.
Élève à Saint-Cyr, il quitte l'armée, obtient son doctorat en droit à la faculté de droit de Toulouse. Chef du cabinet du préfet du Finistère en 1907, il devient rédacteur au ministère des Travaux publics, chef de service puis directeur aux services législatifs du Sénat.
Avocat au barreau de Toulouse et chroniqueur littéraire à L'Indépendant des Pyrénées-Orientales, il est admis comme membre de la Société des gens de lettres et mainteneur des Jeux floraux du Roussillon.
Il est lauréat de l'Académie française (prix Lange et prix Eugène-Carrière).

## Publications
- Toulouse et les poètes, 1913.
- Le Roussillon et les poètes, 1923.
- Bariolages, 1929.
- Manuel à l'usage des fonctionnaires et officiers des écoles de perfectionnement du service de l'intendance militaire et des candidats aux concours du cadre auxiliaire, 1933.
- Manuel d'intendance militaire, 1937.
- Henri II et la naissance de la société moderne, 1944.
- De la soutane au bonnet phrygien et à l'habit de cour, 1947.
- Au temps de la République bourgeoise, 1879-1914, 1957.
- Boul'Mich', 1961.
- Dans l'or de l'automne, 1965.

## Distinctions
- Officier de la Légion d'honneur

## Prix
- 1945 : Prix Lange pour Henri II et la naissance de la société moderne[2]
- 1958 : Prix Eugène-Carrière pour Au temps de la République bourgeoise, 1879-1914[2]